# Le nevi del Chilimangiaro (film)
Le nevi del Chilimangiaro (The Snows of Kilimanjaro) è un film del 1952 diretto da Henry King in Technicolor.
La sceneggiatura di Casey Robinson si basa su racconto omonimo di Ernest Hemingway, pubblicato sulla rivista Esquire nell'agosto 1936.

## Trama
Il romanziere Harry Street, mentre si trova in Africa per un safari nella zona del Kilimanjaro insieme alla moglie Helen, si ammala gravemente in seguito a un'infezione originata da una ferita alla gamba. Nel delirio conseguente alla febbre, rievoca la sua vita passata. Ricorda il primo amore adolescenziale che suo zio Bill allontanò. Poi si rivede a Parigi, agli inizi della carriera, quando conosce una modella, Cynthia Green; una ventata di passione li unisce e li porta al matrimonio. Partendo per l'Africa, Harry la porta con sé ma coinvolto dalle emozioni della caccia grossa la trascura e quando lei avverte i sintomi della prossima maternità non gli confessa il suo stato. Più tardi, quando lui vuole lasciarla temporaneamente, Cynthia è vittima di un incidente che le provoca un aborto.
Quando Harry le rinfaccia di essersi voluta liberare del nascituro, i due litigano e si crea fra loro una frattura che li porta alla separazione. Successivamente l'uomo raggiunge la notorietà e la ricchezza e incontra la contessa Liz, con la quale va a vivere sulla costa Azzurra. Non ha ancora dimenticato Cynthia, che gli scrive una lettera però non riesce a leggerla poiché la missiva viene stracciata da Liz. Harry lascia allora la contessa e si reca in Spagna allo scoppio della guerra civile (1936) e lui si ritrova con un fucile in mano. Il caso gli fa ritrovare la ex moglie durante un'azione bellica ma lei è ormai morente. Rientrato a Parigi conosce Helen, una ricca vedova assai somigliante a Cynthia, e la sposa.
Tornato in sé dopo aver ripercorso la propria esistenza, Harry sente vicina la fine ma Helen, sebbene priva di mezzi adeguati, raccoglie tutto il suo coraggio e con un coltello rovente pratica nella gamba infetta un'incisione che salverà la vita al marito.

## Riconoscimenti
- Nel 1952 il National Board of Review of Motion Pictures l'ha inserito nella lista dei migliori dieci film dell'anno
- Ha ricevuto due candidature al premio Oscar, per la miglior fotografia e per la miglior scenografia

## Produzione
Il film fu prodotto dalla Twentieth Century Fox.
Rispetto al racconto di Hemingway ci sono due grandi differenze: oltre al finale consolatorio che prevede la salvezza del protagonista maschile, destinato invece a tragica fine nel racconto, anche la presenza del personaggio di Cynthia Green, creato appositamente. Si dice che lo scrittore non andò mai a vedere il film.
Per il ruolo di protagonista inizialmente vennero presi in considerazione, tra gli altri, Humphrey Bogart, Richard Conte e Marlon Brando. Per dare vita al personaggio di Cynthia Green, poi affidato ad Ava Gardner, erano state considerate in precedenza Gene Tierney e Anne Francis. La figura della contessa Liz, incarnata da Hildegard Knef, era inizialmente concepita in modo da suggerire una sua inclinazione lesbica per la giovane modella Beatrice, ma nella versione finale della sceneggiatura questo riferimento è diventato molto vago. Gregory Peck e Susan Hayward tornavano a far coppia dopo il grande successo commerciale del film Davide e Betsabea girato l'anno precedente sempre sotto la regia di Henry King.
Le scene della corrida erano immagini di repertorio girate da Rouben Mamoulian nel 1941 durante la riprese di Sangue e arena (Blood and sand).
Piccoli incidenti caratterizzarono e ritardarono il periodo delle riprese: una caduta di Gregory Peck, con conseguenti problemi al ginocchio,  e l'influenza contratta da Hildegard Knef.